# Самоходно-артиллерийская бригада РККА
Самоходно-артиллерийская бригада — тактическое соединение бронетанковых и механизированных войск (БТМВ) Рабоче-крестьянской Красной армии времён Великой Отечественной войны.
Сокращённое наименование — сабр.
К концу ВОВ в РККА насчитывалось 11 самоходно-артиллерийских бригад.

## История
Самоходно-артиллерийские бригады, как правило, создавались на базе танковых бригад.
| Самоходно-артиллерийская бригада                          | Создана на базе                       | Дата создания | В составе      |
| --------------------------------------------------------- | ------------------------------------- | ------------- | -------------- |
| 6-я самоходно-артиллерийская бригада                      | 94-я танковая бригада                 | 10.02.1944    |                |
| 8-я самоходно-артиллерийская бригада                      | 15-я танковая бригада                 | 29.01.1944    | 69 А           |
| 12-я самоходно-артиллерийская бригада                     | 86-я танковая бригада                 | 07.08.1943    | РВГК           |
| 16-я самоходно-артиллерийская бригада                     | 60-я танковая бригада                 | 28.02.1944    | 3 гв. ТА       |
| 19-я самоходно-артиллерийская бригада                     | 196-я танковая бригада                | 25.01.1944    | 1 гв. ТА       |
| 22-я самоходно-артиллерийская бригада                     | 236-я танковая бригада                | 27.11.1943    |                |
| 51-я гвардейская самоходно-артиллерийская бригада         | 6-я самоходно-артиллерийская бригада  |               | 3 УФ, 6 гв. ТА |
| 66-я гвардейская тяжёлая самоходно-артиллерийская бригада | 143-я танковая бригада                | 01.03.1945    | 70 А           |
| 70-я гвардейская самоходно-артиллерийская бригада         | 22-я самоходно-артиллерийская бригада |               | 4 гв. ТА       |
| 207-я самоходно-артиллерийская бригада                    | 1-я Ленинградская танковая бригада    | 01.12.1944    | 4 гв. А, 3 УФ  |
| 208-я самоходно-артиллерийская бригада                    | 118-я танковая бригада                | 01.12.1944    | 6 гв. ТА       |
| 209-я самоходно-артиллерийская бригада                    | 122-я танковая бригада                | 01.12.1944    | 9 гв. А        |
| 231-я самоходно-артиллерийская бригада                    | 231-я танковая бригада                | 29.03.1945    | ЗБФ, 6 гв. ТА  |

Самоходно-артиллерийские бригады создавались ради удобства управления на решающих направлениях. Первоначально были созданы 7 лёгких самоходно-артиллерийских бригад. В каждой по штату № 010/508 было по три дивизиона лёгких самоходных артиллерийских установок (САУ) СУ-76 (всего 60 САУ, 5 танков Т-70 и 1112 человек). Три лёгкие самоходно-артиллерийские бригады (16, 19, 22) имели на вооружении американские САУ T48 (советское обозначение СУ-57). В декабре 1944 года дополнительно созданы 3 средние бригады (207, 208, 209). В марте 1945 создана 66-я гвардейская тяжёлая самоходно-артиллерийская бригада. Средние и 66-я гв. тяжёлая бригады состояли уже из трёх самоходно-артиллерийских полков, не считая рот обеспечения. В них находились всего 65 САУ: в тяжёлой ИСУ-122, в средних СУ-100, а также 3 лёгкие СУ-76 (в 207-й, 209-й и 231-й вместо них были СУ-57). В средней самоходно-артиллерийской бригаде по штату было 1492 человека, в тяжёлой — 1804.
В последний период войны в штат бригад стали включаться мотострелки и сапёры. По штату № 010/508 1944 в лёгкой сабр был батальон автоматчиков. Это повышало слаженность и эффективность бригады в боевых операциях, вместо назначения пехотинцев из других подразделений.